# Грузенкин, Виктор Иванович
Виктор Иванович Грузенкин (род. 19 декабря 1951, Красноярск) — советский легкоатлет, специалист по многоборьям. Выступал за сборную СССР по лёгкой атлетике во второй половине 1970-х — первой половине 1980-х годов, призёр Кубка Европы в личном и командном зачётах, победитель и призёр первенств национального значения, участник ряда крупных международных стартов, бывший рекордсмен мира в семиборье. Мастер спорта СССР международного класса. Также известен как преподаватель в области физического воспитания, кандидат педагогических наук (1989).

## Биография
Виктор Грузенкин родился 19 декабря 1951 года в Красноярске.
Занимался лёгкой атлетикой с четвёртого класса школы, проходил подготовку под руководством тренера И. М. Шмуклера, позже был подопечным Н. В. Медведева. Представлял РСФСР и добровольное спортивное общество «Буревестник» (Красноярск).
В 1974 году окончил Красноярский институт цветных металлов, где учился на химико-металлургическом факультете.
Впервые заявил о себе в лёгкой атлетике на всесоюзном уровне в сезоне 1975 года, выиграв бронзовую медаль в пятиборье на зимнем чемпионате СССР в Ленинграде.
В 1976 году на зимнем чемпионате СССР в Москве стал в той же дисциплине серебряным призёром, уступив только Анатолию Грачёву.
В 1978 году снялся в художественном фильме о десятиборье «Мужские игры на свежем воздухе».
В феврале 1979 года на зимнем чемпионате СССР в Орджоникидзе одержал победу в семиборье, установив при этом мировой рекорд — 5934 очков (рекорд впоследствии продержался более года и был превзойдён Александром Невским). Позже на Кубке Европы по легкоатлетическим многоборьям в Дрездене занял 11-е место в личном зачёте и помог своим соотечественникам выиграть бронзовые медали мужского командного зачёта.
В 1981 году в семиборье стал серебряным призёром на зимнем чемпионате СССР в Москве. В десятиборье получил серебряную награду на летнем чемпионате СССР в Ленинграде, на Кубке Европы в Бирмингеме занял шестое и четвёртое места в личном и командном зачётах соответственно.
На Кубке Европы 1983 года в Софии стал шестым в личном зачёте и выиграл бронзовую медаль командного зачёта.
Рассматривался в качестве кандидата на участие в летних Олимпийских играх 1984 года в Лос-Анджелесе, однако Советский Союз вместе с несколькими другими странами восточного блока в конечном счёте бойкотировал эти соревнования по политическим причинам. Вместо этого Грузенкин выступил на альтернативном турнире «Дружба-84» в Москве.
За выдающиеся спортивные достижения удостоен почётного звания «Мастер спорта СССР международного класса».
В 1985 году получил высшее физкультурное образование, окончив Красноярский государственный педагогический институт, и затем в течение многих лет работал преподавателем в области физического воспитания. В 1989 году защитил кандидатскую диссертацию в аспирантуре Всесоюзного научно-исследовательского института физической культуры, работал на кафедре физической культуры Сибирского федерального университета, автор множества публикаций и учебных пособий, доцент, профессор. Неоднократно принимал участие в мастерских соревнованиях по лёгкой атлетике, член Федерации лёгкой атлетики Красноярского края.